# 닷지 듀랑고
닷지 듀랑고(Dodge Durango)는 닷지의 준대형 스포츠 유틸리티 자동차이다.

## 2세대
2세대까지 닷지 다코타의 플랫폼을 공용했으며, 엔진도 다코타의 V8 4.7리터 가솔린 엔진을 공용했다. 대한민국에도 수입된 적이 있다.
같은 플랫폼을 이용한 형제차로는 크라이슬러 아스펜이 있다.
크라이슬러의 경영난으로, 단종과 함께 생산지였던 크라이슬러의 델라웨어주 뉴어크 공장이 폐쇄됐다.

## 3세대
3세대부터 지프 그랜드 체로키의 플랫폼을 공용하여 모노코크 보디로 바꿨다. 기존 생산지였던 델라웨어주 뉴어크 소재 크라이슬러의 공장이 폐쇄됨에 따라, 그랜드 체로키가 생산 중인 디트로이트 공장으로 생산지를 옮겼다.